# ورزشگاه آزادی کرمانشاه
ورزشگاه آزادی کرمانشاه (یا استادیوم خسروپرویز پیشین) یک ورزشگاه فوتبال در شهر کرمانشاه است که شامل سه زمین چمن برای بازی و تمرین فوتبال و دو و میدانی است. این ورزشگاه در مجموعه ورزشی آزادی کرمانشاه قرار دارد و در مالکیت اداره ورزش و جوانان کرمانشاه می‌باشد.
ورزشگاه آزادی کرمانشاه در مجموعه ورزشی آزادی کرمانشاه در بلوار شهید بهشتی جنب بیمارستان شهدا کرمانشاه واقع شده‌است. وضعیت نامناسب ورزش استان و عدم رسیدگی مسئولان به این ورزشگاه مشهود است.

## نامگذاری
ورزشگاه آزادی کرمانشاه پیش از انقلاب بهمن ۱۳۵۷ با نام استادیوم خسروپرویز ساخته‌شد. پس از انقلاب هم نام مجموعه و هم نام ورزشگاه به مجموعهٔ ورزشی آزادی و ورزشگاه آزادی تغییر پیدا کرد.

## وضعیت زمین چمن و امکانات
در دی ۱۴۰۱ رئیس هیئت فوتبال استان کرمانشاه از زمین چمن ورزشگاه آزادی به عنوان تنها زمین چمن استاندارد در شهر کرمانشاه یاد کرد.
با این وجود در مرداد ۱۴۰۳ ناظر فدراسیون فوتبال در بازدید خود از این ورزشگاه که به منظور صدور مجوز برای انجام بازی‌های خانگی تیم فوتبال بعثت کرمانشاه انجام شد، ۱۵ ایراد همچون وضعیت رختکن تیم میهمان و میزبان، سرویس‌های بهداشتی، حمام، جایگاه ویژه، تیرک‌ها، نیمکت ذخیره‌ها و روشنایی تشخیص داد و برای رفع آن مهلتی دوهفته‌ای تعیین کرد، که پس از ۲ هفته در حالی بار دیگر برای ۵ روز تمدید شد که رئیس هیأت فوتبال کرمانشاه اعلام کرد آماده سازی استادیوم تنها ۴۰ درصد پیشرفته داشته و این امکان وجود دارد که بازی‌های تیم بعثت در نیم‌فصل اول رقابت‌های لیگ دسته اول، در خرم‌آباد انجام شوند. با این وجود در ۱۸ شهریور رئیس هیأت فوتبال کرمانشاه اعلام کرد علیرغم باقی ماندن ۲۰ درصد از کار، میزبانی این استادیوم برای بازی‌های خانگی تیم فوتبال بعثت به‌صورت مشروط تأیید شده‌است و قرار است مابقی کار تا ۲۳ شهریور به پایان برسد. اگرچه رئیس اداره ورزش و جوانان شهرستان کرمانشاه اعلام کرد ۳۳ ایراد این استادیوم رفع شده است، اما سازمان لیگ فوتبال در ۲۱ آذر ۱۴۰۳ ایراداتی را نسبت به وضعیت زمین چمن وارد دانست و خواستار رفع آن شد که از جملۀ آن زرد شدن چمن در فصل سرد به دلیل نوع چمن مورد استفاده و نیز عدم پوشاندن آن با کاور در فصل سرما و بارندگی بوده است. در نهایت عدم توجه مسئولان استان کرمانشاه به وضعیت استادیوم آزادی سبب شد تا سازمان لیگ فدراسیون فوتبال در تاریخ ۵ اسفند ۱۴۰۳ با ارسال نامه‌ای به هیأت فوتبال استان کرمانشاه از برگزاری بازی‌های خانگی تیم بعثت در ماه رمضان در استادیوم آزادی ممانعت کند و از باشگاه بعثت درخواست کند ظرف ۲۴ ساعت استادیوم دیگری را به سازمان لیگ معرفی کند. با این وجود در ۸ اسفند فدراسیون فوتبال با تداوم میزبانی ورزشگاه آزادی مشروط به رفع مشکل روشنایی آن تا پیش از برگزاری بازی بعدی در ۱۴ اسفند موافقت کرد. در ۲۱ فروردین ۱۴۰۴ رئیس ادارۀ ورزش و جوانان شهرستان کرمانشاه اعلام کرد که فدراسیون فوتبال حدود پنج ایراد اساسی به استادیوم آزادی کرمانشاه گرفته که استانداردسازی نورافکن‌ها، مبلمان و سکوریت کردن جایگاه ویژه، زهکشی اطراف زمین، بهسازی راهرو ورودی تیم‌ها و زیباسازی و نوسازی سیستم سرمایشی و گرمایشی رختکن‌ها از جملۀ آن‌ها هستند و برای انجام آن‌ها ۹ میلیارد تومان اعتبار در نظر گرفته شده و روند بازسازی پس از انجام ۳ بازی خانگی دیگر در وضعیت موجود و پایان مسابقات لیگ، ظرف مدت ۲۰ روز انجام خواهد شد.